# WASP-11 b/HAT-P-10 b
WASP-11 b/HAT-P-10 b (WASP-11/HAT-P-10 b) – planeta pozasłoneczna odkryta w 2008, krążąca wokół gwiazdy WASP-11/HAT-P-10 położonej w gwiazdozbiorze Barana i oddalona ok. 125 (+6/-5) lat świetlnych od Ziemi. Należy do typu gorących jowiszy.
Planeta została odkryta niezależnie przez dwa zespoły badawcze. W kwietniu 2008 w ramach programu SuperWASP ogłoszono odkrycie szeregu planet od WASP-6 b do WASP-15 b, ale część danych wymagała potwierdzenia i nie opublikowano położenia odkrytych planet. 24 września naukowcy pracujący w programie HATNet ogłosili odkrycie planety nazwanej przez nich HAT-P-10b. W tym samym czasie projekt WASP ogłosił dokładniejsze dane dotyczące odkrytej wcześniej planety; kiedy okazało się, że oba zespoły odkryły niezależnie od siebie tę samą planetę, zdecydowano się nadać jej wspólną nazwę.
| Jowisz | WASP-11 b/HAT-P-10 b |
| ------ | -------------------- |
|        |                      |